# Yucatalana robustispina
Yucatalana robustispina là một loài chân đều trong họ Cirolanidae. Loài này được Botosaneanu & Iliffe miêu tả khoa học năm 1999.